# Adolfo Ferrari
Adolfo „Alfo” Ferrari (ur. 20 września 1924 w Sospiro, zm. 30 listopada 1998 tamże) – włoski kolarz szosowy, dwukrotny medalista mistrzostw świata.

## Kariera
Największy sukces w karierze Adolfo Ferrari osiągnął w 1947 roku, kiedy zdobył złoty medal w wyścigu ze startu wspólnego amatorów podczas szosowych mistrzostw świata w Reims. W zawodach tych wyprzedził bezpośrednio swego rodaka Silvio Pedroniego oraz Holendra Gerarda van Beeka. Na rozgrywanych trzy lata później mistrzostwach świata w Moorslede był trzeci w tej samej konkurencji, przegrywając tylko z Australijczykiem Jackiem Hoobinem oraz Francuzem Robertem Varnajo. W 1953 roku wystartował w Giro d’Italia, zajmując trzecie miejsce w jednym z etapów. Całego wyścigu jednak nie ukończył. Rok wcześniej był trzeci w wyścigu Mediolan-Turyn. Trzykrotnie zdobywał mistrzostwo Włoch, w latach 1947, 1948 i 1950. Wystąpił także na rozgrywanych w 1948 roku igrzyskach olimpijskich w Londynie, gdzie był dziewiąty w wyścigu ze startu wspólnego oraz czwarty w wyścigu drużynowym. Jako zawodowiec startował w latach 1949–1958.

## Najważniejsze zwycięstwa i sukcesy
- 1947
  - mistrzostwo świata amatorów w wyścigu ze startu wspólnego
- 1950
  - 3. mistrzostwa świata amatorów w wyścigu ze startu wspólnego
- 1952
  - 3. Mediolan-Vignola
  - 3. Mediolan-Turyn